# Gowanus-csatorna
A Gowanus-csatorna (angolul: Gowanus Canal vagy Gowanus Creek) egy 2,9 km hosszúságú csatorna New York Brooklyn kerületében. Földrajzilag Long Island legnyugatibb részén helyezkedik el. Egyike a legszennyezettebb vízterületeknek az Egyesült Államok területén. Hét híd ível át rajta.

## Története

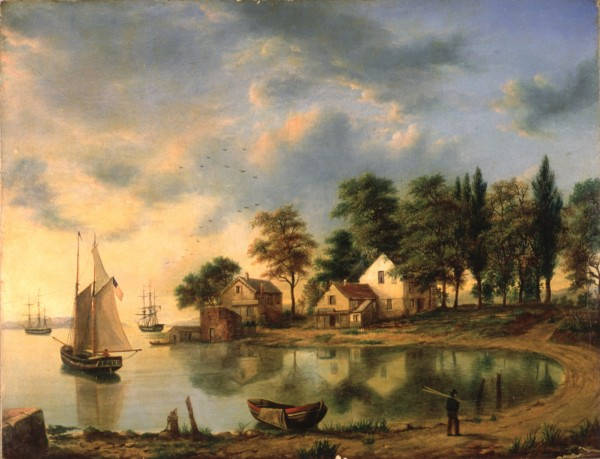
1851-ben

A Gowanus-csatorna környékének kiépítése előtt egy viszonylag nagy kiterjedésű sós vizű mocsár volt, ahol halak, madarak és különféle állatok éltek. Az 1600-as évek végén az első holland telepesek idején még az algonkin nemzetség Canarsee törzse élt a vidéken. Ekkortájt itt épült meg az első malom New York területén. 1700-ban, Nicholas Vechte telepes épített a közelben egy házat kőből. 1776. augusztus 27-én a Long Island-i csata helyszíne volt. Ha a csatorna több mint 6 méter vastag iszaprétegét elkezdik kikotorni, várhatóan a csata felbecsülhetetlen értékű emléktárgyai is napvilágra fognak kerülni. Az 1700-as években a csatorna még nem volt szennyezett. A 2 méter magas dagály brakkvizet hozott létre, amit kedveltek az ehető kagylók, melyek itt a kedvező körülmények miatt sokkal nagyobbra nőhettek átlagos körülmények közt élő társaiknál. A telepesek rengeteg kagylót halásztak itt ki és exportálták azt Európába. A 19. században nagy gyárak és üzemek létesültek az ekkorra már megzabolázott csatorna közvetlen szomszédságában.

## Szennyezettség

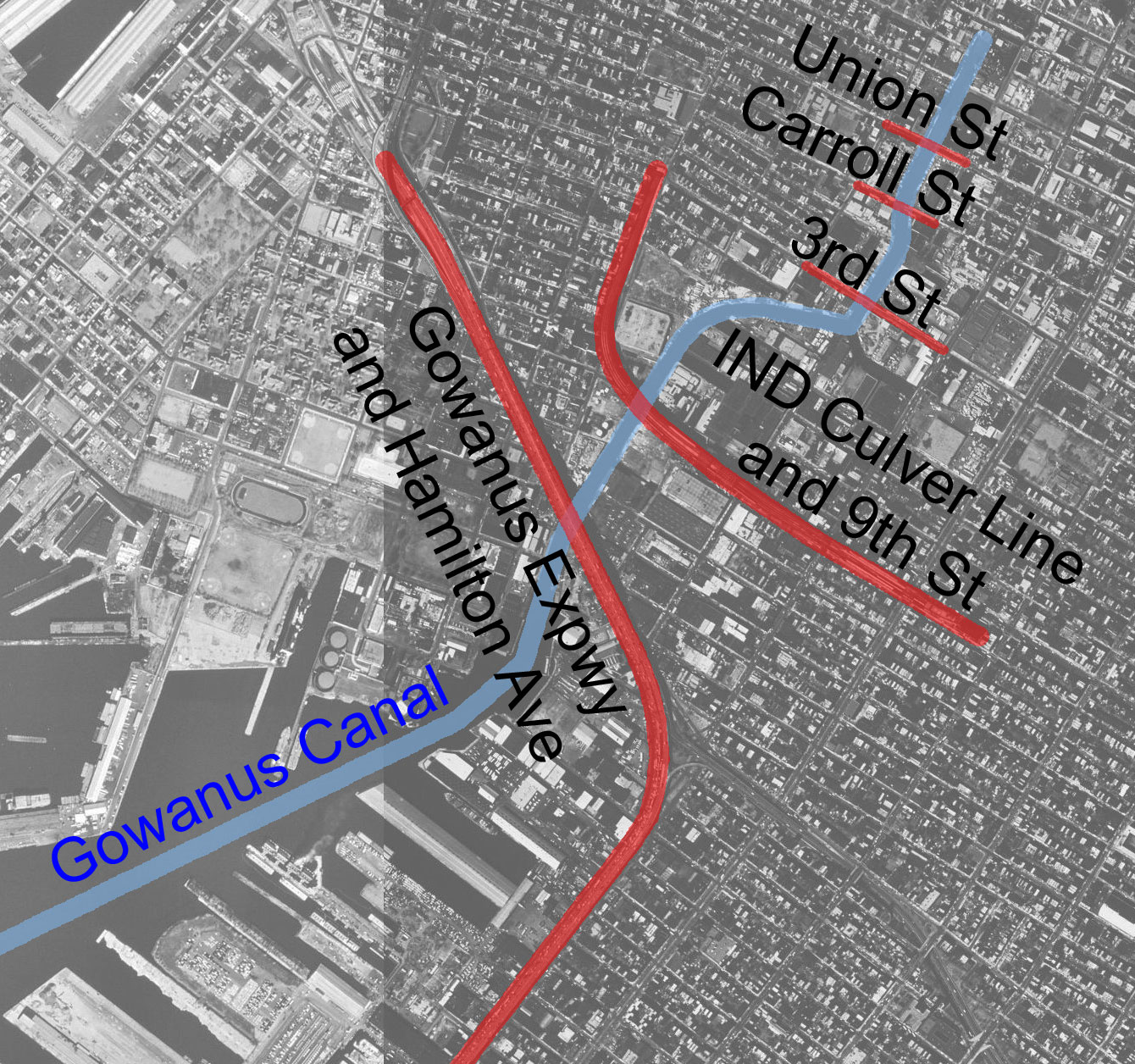

Az 1800-as évek végére a Gowanus-csatorna vize a környező gyárak miatt annyira szennyezetté vált, hogy már semmi sem élt meg benne. Néhány hal maradt csupán, de már azok sem nemzőképesek. A vízinövények sem élnek meg benne, mivel a felszínen úszó piszok miatt csupán a napfény egyharmad része éri el a fenéket. Az emberek nagyban kerülik, mivel szinte mindig rettenetes bűz terjeng a környékén. Az egykori gyárak összes mellékterméke a vízbe és az iszapba keveredett (higany, ólom, kátrány, cement, olajszármazékok stb.). Egyes beszámolók szerint a környéken élők a víz színéből meg tudták állapítani, hogy az adott napon milyen színű cipőket készítettek a cipőgyárban. A hajók is már csak azért jártak a csatornába, hogy megszabaduljanak a rájuk tapadt élősködőktől. Miután a gyárak bezártak, a környék teljesen elhagyatott lett. Így a maffia és a bűnözés melegágyává lettek a régi épületek. Nem volt szokatlan látvány a vízben úszó holttest vagy emberi maradvány sem. Már nagyon régóta próbálkoznak a megtisztításával, de a több százmillió dollárnyi befektetés eddig még semmit eredményt nem hozott.